# فيض أباد (تشايبارة)
فيض أباد (بالفارسية: فیض‌آباد) هي قرية تقع في أذربيجان الغربية في إيران. يقدر عدد سكانها بـ 106 نسمة .